# Uayma
Uayma là một đô thị thuộc bang Yucatán, México. Năm 2005, dân số của đô thị này là 2997 người.